# ياسر العواضي
ياسر أحمد سالم أحمد عبد الله العواضي (1 مارس 1978 - 15 نوفمبر 2021)؛ برلماني وسياسي يمني، شغل منصب الأمين العام المساعد لحزب المؤتمر الشعبي العام حتى وفاته.

## نشأته
ولد ياسر العواضي في مديرية ردمان،  عزلةردمان آل عواض في محافظة البيضاء لأسرة ذات وجاهة في المنطقة، وهو نجل الشيخ الشهيد أحمد سالم أحمد عبد الله العواضي.

## دراسته
تخرج ياسر العواضي من جامعة صنعاء بحصوله على البكالوريوس في العلوم السياسية، ثم حصل على دبلوم عالي في القانون الدولي والعلاقات العامة.

## عمله السياسي
كان العواضي عضوًا في مجلس النواب اليمني، عن الدورة البرلمانية 2003-2009 والكتلة البرلمانية لنواب حزب المؤتمر الشعبي العام عن الدائرة الانتخابية رقم (129) بمحافظة البيضاء. شغل مناصب قيادية عدة في حزب المؤتمر الشعبي العام، منها الأمين العام المساعد للمؤتمر للشؤون التنظيمية،

## شائعات مقتله
أصيب بإصابات شديدة في حادثة تفجير جامع دار الرئاسة (جامع النهدين) الشهيرة التى حصلت في 3 يونيو 2011. كما تحدثت مصادر إعلامية عن مقتله في 4 ديسمبر 2017، عندما كان برفقة الرئيس اليمني السابق علي عبد الله صالح ولكنه ظهر بعد ذلك.

## وفاته
أعلن عن وفاته في القاهرة في 15 نوفمبر 2021 عن عمر ناهز 43 عامًا، وذلك إثر مرض مفاجئ أصيب به على حد ما أعلن، وقد نعاه رئيس مجلس النواب اليمني، في بيان جاء فيه: «في هذا الصباح الحزين واللحظة الداكنة بالسواد الذي يعم أرجاء وطننا الحبيب يداهمنا الخطب الجلل ليأخذ من بيننا رجلًا شجاعًا ومناضلًا جسورًا وبرلمانيًا لامعًا وشيخًا بارزًا هو الشيخ ياسر أحمد سالم العواضي، رحمه الله، الذي وافته المنية في وقت مبكر من صباح هذا اليوم لتضاف أحزان على أحزاننا.»